# アルジュニード駅
アルジュニード駅（アルジュニードえき、英語:Aljunied MRT Station）は、シンガポールにある、MRT東西線の高架駅。

## 駅構造
島式1面2線のホームを持つ駅。
| A | ■東西線 | パシール・リス・チャンギ・エアポート方面 |
| B | ■東西線 | ブーン・レイ・ジュロン・イースト方面     |

## 歴史
- 1989年11月4日 開業
- 2011年2月11日 ホームドアが運用開始

## 周辺
- ゲイラン地区